# Mistrzostwa Świata w Piłce Ręcznej Kobiet 2019 (składy)
Artykuł grupuje składy żeńskich reprezentacji narodowych w piłce ręcznej, które wystąpiły podczas Mistrzostw Świata w Piłce Ręcznej Kobiet 2019 rozegranych w Japonii od 30 listopada do 15 grudnia 2019 roku.

## Grupa A

### Angola
Źródło

### Holandia
Źródło

### Kuba
Źródło

### Norwegia
Źródło

### Serbia
Źródło

### Słowenia
Źródło

## Grupa B

### Australia
Źródło

### Brazylia
Źródło

### Dania
Źródło

### Francja
Źródło

### Korea Południowa
Źródło

### Niemcy
Źródło

## Grupa C

### Czarnogóra
Źródło

### Hiszpania
Źródło

### Kazachstan
Źródło

### Rumunia
Źródło

### Senegal
Źródło

### Węgry
Źródło

## Grupa D

### Argentyna
Źródło

### Chiny
Źródło

### Demokratyczna Republika Konga
Źródło

### Japonia
Źródło

### Rosja
Źródło

### Szwecja
Źródło